# Jangur
Jangur is een bestuurslaag in het regentschap Probolinggo van de provincie Oost-Java, Indonesië. Jangur telt 3167 inwoners (volkstelling 2010).